# Territorio de Aysén
El territorio de colonización de Aysén, o territorio de Aysén, fue una de las divisiones administrativas de Chile que existió entre 1927 y 1929.

## Historia
El territorio de Aysén fue creado por Decreto con Fuerza de Ley N.º 8.583 del 30 de diciembre de 1927, firmado por el presidente Carlos Ibáñez del Campo, el que le asigna el territorio de las comunas de Yelcho, Lago Buenos Aires y Baker, con las subdelegaciones de igual nombre.
Menos de dos años más tarde, por Decreto N.º 2.335 del 22 de mayo de 1929 el territorio es suprimido y se crea, en su lugar, la provincia de Aysén, integrada por el departamento de Aysén, y con las comunas anteriormente mencionadas.